# Viktoria Steinbiß
Viktoria Steinbiß (Bielefeld, 19 août 1892 - 11 février 1971) est une femme politique allemande. 